# Оломон
Оломонт (фр. Ollomont) — коммуна в Италии, располагается в автономном регионе Валле-д’Аоста.
Население составляет 160 человек (2008 г.), плотность населения составляет 3 чел./км². Занимает площадь 53 км². Почтовый индекс — 11010. Телефонный код — 0165.
Покровителем коммуны почитается святой Августин Иппонийский, празднование 28 августа.

## Демография
Динамика населения: